# Dahlgrenius leleupi
Dahlgrenius leleupi är en skalbaggsart som först beskrevs av Thérond 1960.  Dahlgrenius leleupi ingår i släktet Dahlgrenius och familjen stumpbaggar. Inga underarter finns listade i Catalogue of Life.